# Championnat de France de football américain 1984
Navigation
Saison 1983 Saison 1985
La saison 1984 du casque d’or est la 3e saison du championnat de France de football américain de D1 qui voit le sacre des Anges Bleus de Montreuil.

## Participants
- Méteores de Nogent
- Anges Bleus de Montreuil
- Spartacus de Paris
- Squales de Rueil-Malmaison
- Challengers de Paris (vainqueur du casque d'argent)
- Hurricanes de Paris (finaliste du casque d'argent)
- Castors de Paris (déjà présent en 1983, également participant du casque d'argent)
- Panthères Jaunes de Nantes (apparition)

## Résultats
|  | Demi-finales             | Demi-finales       |                          |    | Finale                  | Finale |
|  | Demi-finales             | Demi-finales       |                          |    | Finale                  | Finale |
|  |                          |                    |                          |    |                         |        |
|  |                          |                    |                          |    | Stade Jean Bouin, Paris |        |
|  |                          |                    |                          |    |                         |        |
|  | Anges Bleus de Montreuil | 20                 |                          |    |                         |        |
|  | Anges Bleus de Montreuil | 20                 |                          |    |                         |        |
|  | Castors de Paris         | 6                  |                          |    |                         |        |
|  | Castors de Paris         | 6                  | Anges Bleus de Montreuil | 20 |                         |        |
|  |                          |                    | Anges Bleus de Montreuil | 20 |                         |        |
|  |                          | Spartacus de Paris | 0                        |    |                         |        |
|  | Spartacus de Paris       | Spartacus de Paris | 0                        | 34 |                         |        |
|  | Spartacus de Paris       |                    |                          | 34 |                         |        |
|  | Challengers de Paris     | 14                 |                          |    |                         |        |
|  | Challengers de Paris     | 14                 |                          |    |                         |        |

## Source
- (fr) Elitefoot